# Symphyodon novae-caledoniae
Symphyodon novae-caledoniae là một loài rêu trong họ Daltoniaceae. Loài này được Broth. & Paris Broth. mô tả khoa học đầu tiên năm 1909.